# Union (kulturhus)
 For alternative betydninger, se Union. (Se også artikler, som begynder med Union)
Union (tidligere VerdensKulturCentret) er et kulturhus på Nørre Allé 7 på Nørrebro i København. Huset fungerer som kulturplatform for københavnere med rødder uden for Danmark og formidler af viden og kreative projekter inden for det internationale og interkulturelle felt i København. Union er en del af Københavns Kommunes Kultur- og Fritidsforvaltning.

## Historie
Bygningerne på Nørre Allé 7 husede 1857 til 1987 folkeskolen Nørre Allé Skole. I 1993 indrettedes et medborgerhus i den tidligere skole. I 2006 omdøbtes Nørre Allé Medborgerhus til VerdensKulturCentret, der 2019 skiftede navn til Union. Union har lagt lokaler til festivaler og initiativer med videnskabelige, kulturelle og aktivistiske initiativer.

## Aktiviteter
Unions aktiviteter omfatter kulturarrangementer, vidensdeling, festivaler, kunstudstillinger, fællesspisning, foredrag, debatmøder og dans. Disse arrangeres af huset i samarbejde med interne eller eksterne partnere samt borgere og frivillige.

## Aula
Aula er Unions scene for koncerter, filmforevisninger, teater, foredrag, debatter. Her afholdes desuden workshops og konferencer. Det er også muligt at leje Aula til møder og private begivenheder.

## Spiseriet
Madsalen Spiseriet er beliggende ved indgangen til Union. I Spiseriet holder Send Flere Krydderier til, der serverer mad fra hele verdens køkkener. Der afholdes jævnligt events i Spiseriet, både privat arrangerede og i samarbejde med Union og Send Flere Krydderier.

## Alice
Alice er et regionalt spillested beliggende i Unions koncertsal i baggården til Nørre Allé 7. Alice er en fusion af Jazzhouse og Global CPH og har særligt fokus på den grænsesøgende musik. Spillestedet har en kapacitet på 250 personer. Ud over at præsentere egne koncerter er Alice også med til at præsentere arrangementer rundt om i København og andre steder i landet.